# فیشریا
فیشریا (نام علمی: Fischeria) نام یک سرده از زیرخانواده استبرق است.